# Generación del 51

La Generación del 51 est un nom forgé par Cristóbal Halffter pour désigner un groupe de compositeurs classiques espagnols (ou hispanophones).
1951 était l'année qui vit la fin des études d'une partie de ces musiciens. L'origine réside dans le groupe Nueva Música fondé en 1958. Ramón Barce rédigea le manifeste général. Le but était de sortir de l'isolement que connaissait l'Espagne à cause de la dictature franquiste, d'aller à la découverte des musiques européennes contemporaines, sans se couper des racines de la musique espagnole. Il est à mettre en relation avec la génération de poètes appelée « Génération de 50 ».
Les quatre représentants les plus significatifs sont : Cristóbal Halffter, Luis de Pablo, Carmelo Bernaola et Ramón Barce.

## Membres
Membres du groupe Nueva Música :
- Ramón Barce
- Cristóbal Halffter
- Luis de Pablo
- Antón García Abril
- Manuel Moreno-Buendía[1]
- Alberto Blancafort
- Manuel Carra
- Fernando Ember
- Luis Campodónico, compositeur uruguayen de passage en Espagne.

S'ajoutent à eux :
- Gerardo Gombau (plus âgé)
- Carmelo Bernaola

À côté du groupe madrilène, le groupe catalan :
- Josep Maria Mestres Quadreny
- Joseph Cercó

et :
- Juan Hidalgo, des Îles Canaries.

Enfin des "modérés" :
- Ángel Oliver
- Agustín Bertomeu
- Josep Soler
- Leonardo Balada
- Claudio Prieto
- Miguel Alonso
- Agustín González Acilu
- Gonzalo de Olavide